# Svenska Puckomagasinet
Svenska Puckomagasinet var en kortlivad tecknad humortidning som gavs ut 1992 av serieförlaget Atlantic. Tidningen innehöll bland annat serierna "Ernie", "Mafalda", "Ottifanterna", "Sigges Lagun" och "Charlie Anka".